# Charles Servaty
Charles Servaty, né le 14 juin 1966 à Malmedy est un homme politique belge germanophone, membre du SP.
Il fut enseignant (88-89) et ensuite chef de groupe SP (90-91) et collaborateur de cabinets ministériels depuis 92. Depuis 95 membre du CA de l' Association wallonne des villes et communes.

## Fonctions politiques
- 1994- : conseiller communal à Bütgenbach
- 2001- : échevin à Bütgenbach
- 1995-2024 : membre du parlement germanophone.

## Décoration
- Commandeur de l'ordre de Léopold (2024)[1].